# Bádognyomtatás
A bádogplakátok nyomtatását 1865-ben egy párizsi cég kezdte meg. Az eljárás titkos volt, de az 1870-es években már Németországba került egy bádogplakát. Ott a matricás nyomtatással együtt használták a bádogot, kevés sikerrel, majd hosszas kutatás után rájöttek, hogy Párizsban a nyomtatás gumilapról történik. Ezért egy kétcilinderes kőnyomdai gépet alkottak: az egyik cilinderre gumikendőt feszítettek, ez vitte át a rajzot a kőről. A gumikendőről a rajz átkerült a két cilinder közé berakott lemezre.
A bádognyomtatás technikái 1900-ra fejlődtek ki. Az első bádognyomott plakátok kezdetleges módon készültek: könyvnyomdai, litográfiai kézisajtókon, zselatinos hengeranyagból, kaucsukból vagy guttaperkából készült formákról. A forma elkészítéséhez – ami a hengeranyagból készült – a szedésről vett papírmatricára volt szükség. Ezt a matricát spirituszlakkban áztatták, hogy ellenállóbb legyen, majd bepermetezték fotogénnel, hogy ne ragadjon bele a massza. Miután körülrámázták, a matricára ráöntötték az enyv és a glicerin keverékéből álló masszát. Ha megszáradt, elkészült az éles rajzolatú, rugalmas nyomtatóforma.
Kaucsukból is készítettek formát: ehhez oldott állapotban levő kaucsukot használtak, mivel a kaucsuk benzinnel való feloldása időigényes volt. Az oldott kaucsukot ugyanannyi olvasztott zselatint öntötték, majd felforralták, és kevés ként is tettek a keverékbe, hogy a massza keményebb legyen. A matricát galvanoplasztikai eljárással készítették a szedésről. A formát guttaperkából készítették a következő módon: a szedést vagy a klisét alaposan bekenték grafittal, és a massza-állagúra főtt guttaperkából vastag lepényt készítettek. Ezt erősen rányomták a kézisajtóra, majd ha megkeményedett, a prés segítségével előállították a guttaperka-nyomtatóformát.
Ezekről a rugalmas anyagú formákról a kézi sajtó segítségével, direkt nyomtatással készítették el az egyszínű bádognyomatokat. Többszínű plakátokat 1870 körül állítottak elő oly módon, hogy a szöveg vagy a kép színrészleteit először a litográfiai kőre, majd a kopállakkos festékkel az átnyomópapírra vitték át. Erről került a bádoglapra a nyomat. Ez az eljárás már az indirekt nyomtatási technikának az egyik fajtája.
A bádogplakát elkészítése igen munka-és időigényes volt, függetlenül attól, hogy direkt vagy indirekt módon készült. Az alapozásra és a lakkozásra nagy gondot kellett fordítani. Az alapozásnál kétszer kellett befesteni a bádoglapokat, mind a kettőnél várni kellett a száradásra, ami kályha mellett történt. Ha el akarták kerülni a bádog rozsdásodását, a hátulsó oldalára is kentek alapozást. A lakkozást kopállakkal végezték.
1870 körül jelentek meg a bádognyomó gyorssajtók, ami sokat javított a lemezek előállításának nehézségén és körülményességén. Többféle típusuk volt, de mindegyik indirekt nyomtatott, gumilap segítségével. Az 1920-as, 1930-as években a bádognyomtatást már gyárakban végezték.
A bádognyomás az ofszetnyomtatás ősének tekintető, Magyarországon Bruchsteiner és fia honosította meg.